# Saara hardwickii
Saara hardwickii är en ödleart som beskrevs av  Gray 1827. Saara hardwickii ingår i släktet Saara, och familjen agamer. Inga underarter finns listade i Catalogue of Life.

## Bildgalleri

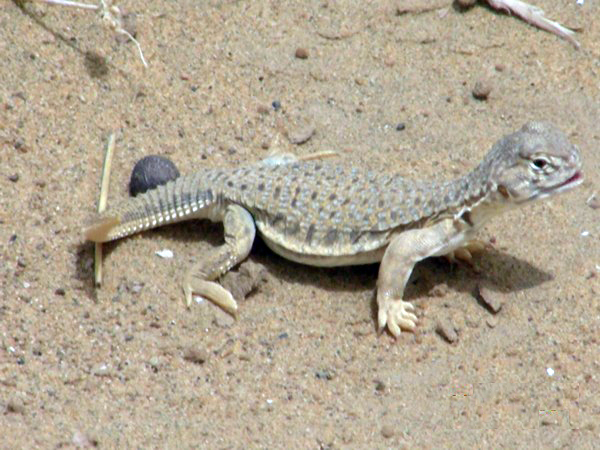
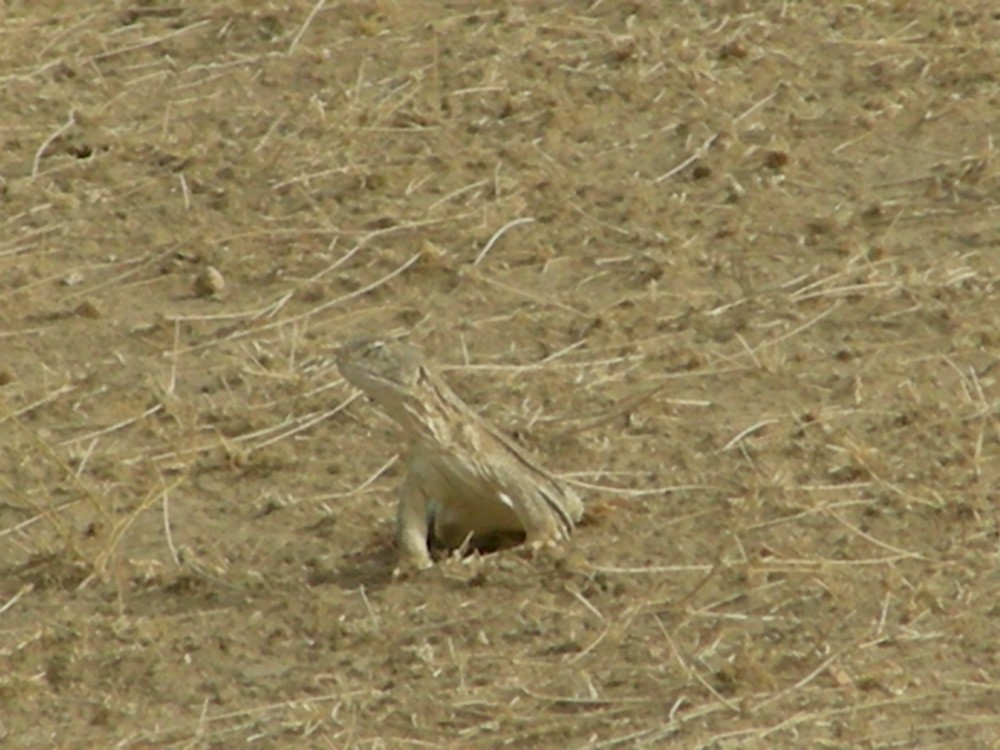
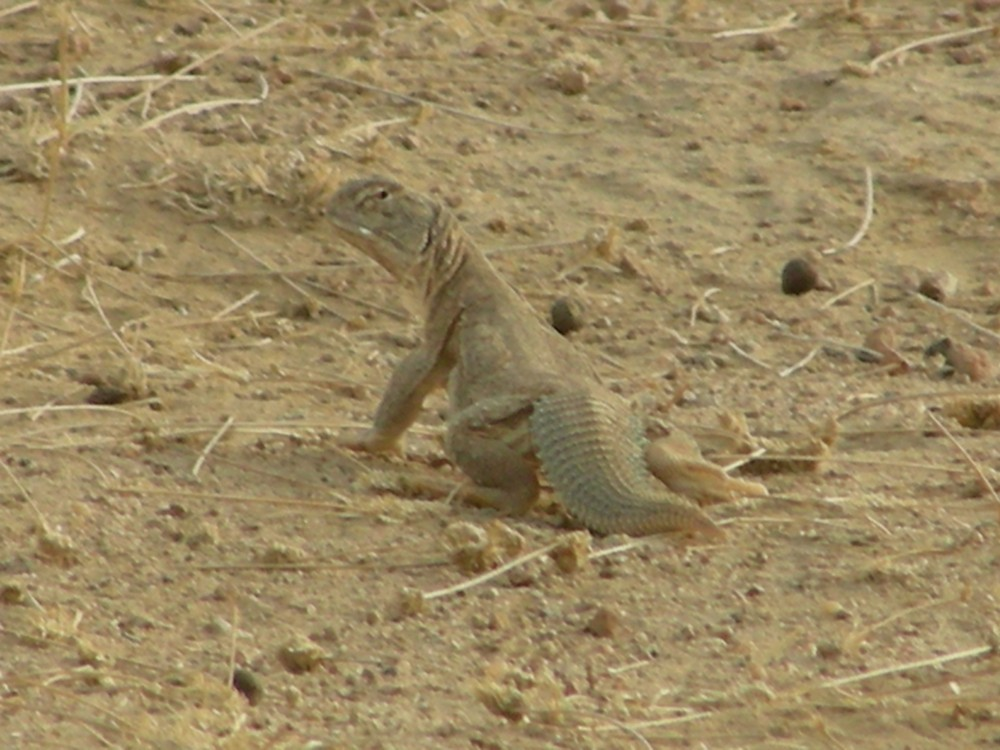
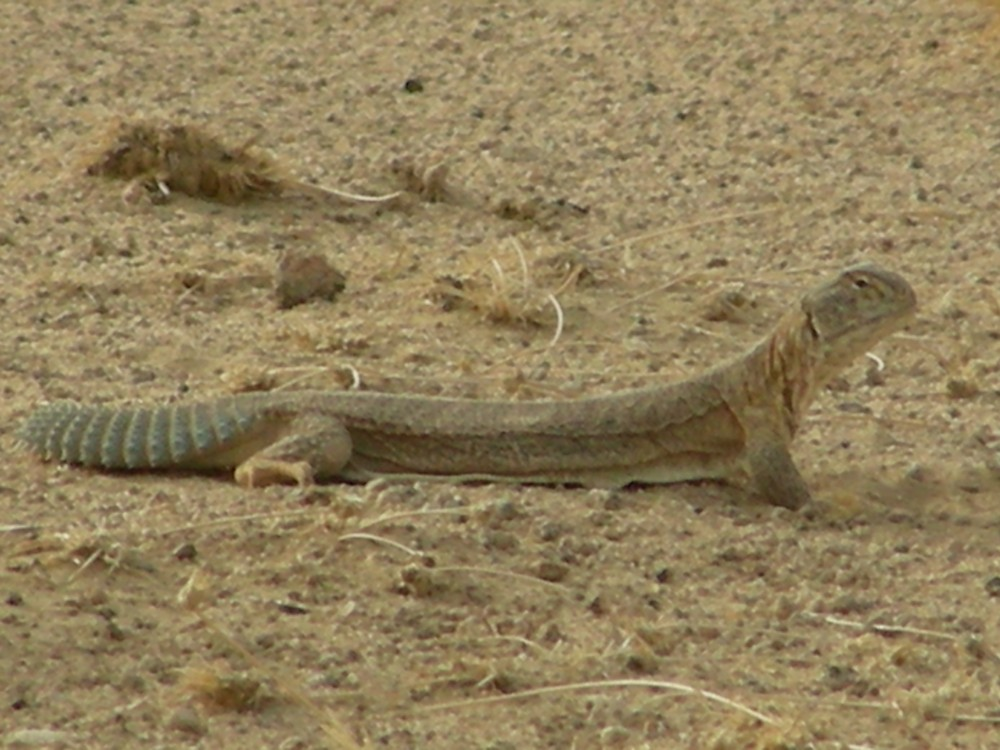
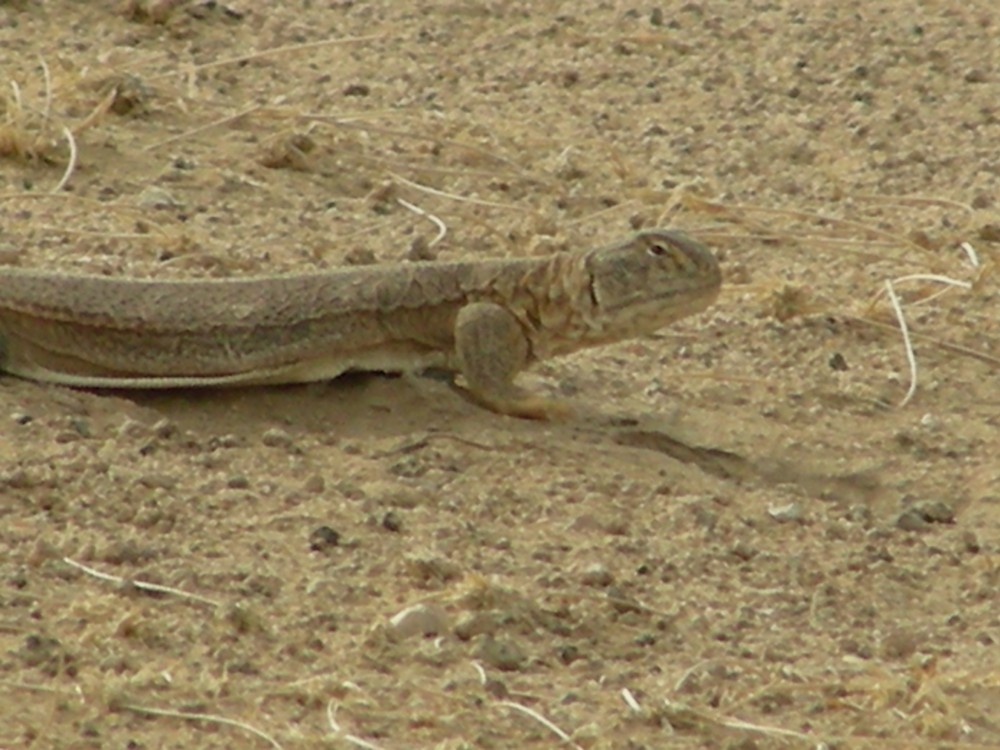
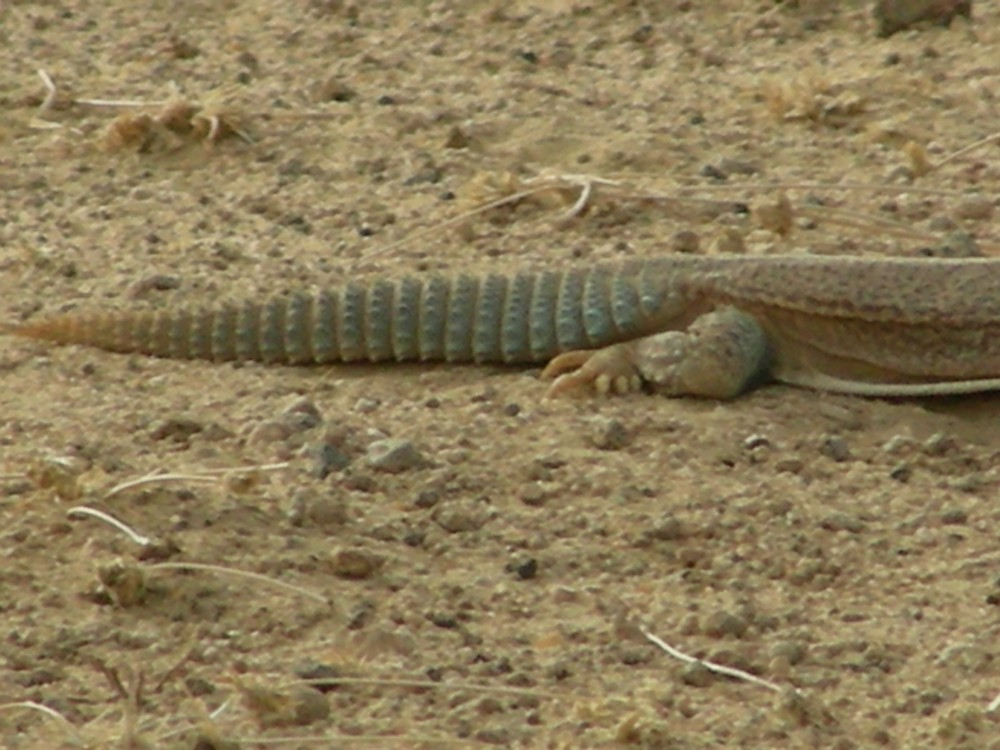